# Предраг Стоякович
Предраг Стоякович (серб. Предраг Стојаковић; нар. 9 червня 1977, Пожега) — у минулому професіональний сербський і грецький баскетболіст. Позиція — легкий форвард. Остання команда, за котру виступав — клуб НБА «Даллас Маверікс».

## Кар'єра у НБА
Стоякович був обраний на драфті 1996 під 14 номером клубом «Сакраменто Кінґс». До сезону 1998-99 він продовжував виступати у Європі, зокрема у грецькому ПАОК, Салоніки. У сезонах 1998-99 та 1999-00 Стоякович був запасним гравцем і мав небагато ігрової практики (проводив на майданчику у середньому менше половини гри). Але у наступних сезонах він став гравцем стартової п'ятірки: починаючи з сезону 2000-01, і до завершення сезону 2006-07 Стоякович жодного разу не розпочинав гру виходом на заміну. У сезоні 2001-02 Предраг був обраний на гру всіх зірок НБА, у двох наступних сезонах він повторив це досягнення.
25 січня 2006 Стоякович перейшов у «Індіану Пейсерз».
У цьому ж році, під час міжсезоння, Стоякович був обміняний у «Нью-Орлінс Горнетс». Через травми він пропустив більшу частину свого дебютного сезону в новому клубі, але уже в сезоні 2007-08 77 разів з'являвся у стартовій п'ятірці.
Протягом наступних двох сезонів Стоякович пропускав у середньому кожну четверту гру своєї команди; в середньому він набирав трохи більше 4 результативних передач, 12 очок та близько 1 підбирання за гру.
20 листопада 2010 Стоякович перейшов у «Торонто Репторз».
За «Репторз» Стоякович виступав до 24 січня 2011, коли він перейшов у «Даллас Маверікс». За підсумками сезону «Маверікс» стали чемпіонами НБА.
19 грудня 2011 Стоякович оголосив про завершення професійної кар'єри.

## Міжнародна кар'єра
У складні збірної Югославії Стоякович взяв участь в Олімпіаді 2000. У 2001 був визнаний найціннішим гравцем чемпіонату Європи. Згодом виступав за збірну Сербії.